# Banakatti
Banakatti (nepalski: बनकट्टी) – gaun wikas samiti w zachodniej części Nepalu w strefie Bheri w dystrykcie Banke. Według nepalskiego spisu powszechnego z 2001 roku liczył on 781 gospodarstw domowych i 5010 mieszkańców (2409 kobiet i 2601 mężczyzn).